# Rhododendron prinophyllum
Rhododendron prinophyllum es una especie de rododendro nativa del este de los Estados Unidos. 

## Descripción
Es un arbusto caducifolio que alcanza un tamaño de 100-150 cm de altura con flores de color rosa.

## Taxonomía
Rhododendron prinophyllum fue descrita por (Small) John Guille Millais y publicado en Rhododendrons in which is set forth an account of all species of the genus Rhododendron (including Azaleas) and the various hybrids 229. 1917.
Etimología
Rhododendron: nombre genérico que proviene de los vocablos griegos ῥόδον ( rhodon = "rosa") y δένδρον ( dendron = "árbol").
Sinonimia
- Azalea prinophylla Small
- Rhododendron nudiflorum (L.) Torr. var. roseum (Loisel.) Wiegand
- Rhododendron roseum (Loisel.) Rehder[2]